# St. Johannis (Hamburg-Eppendorf)

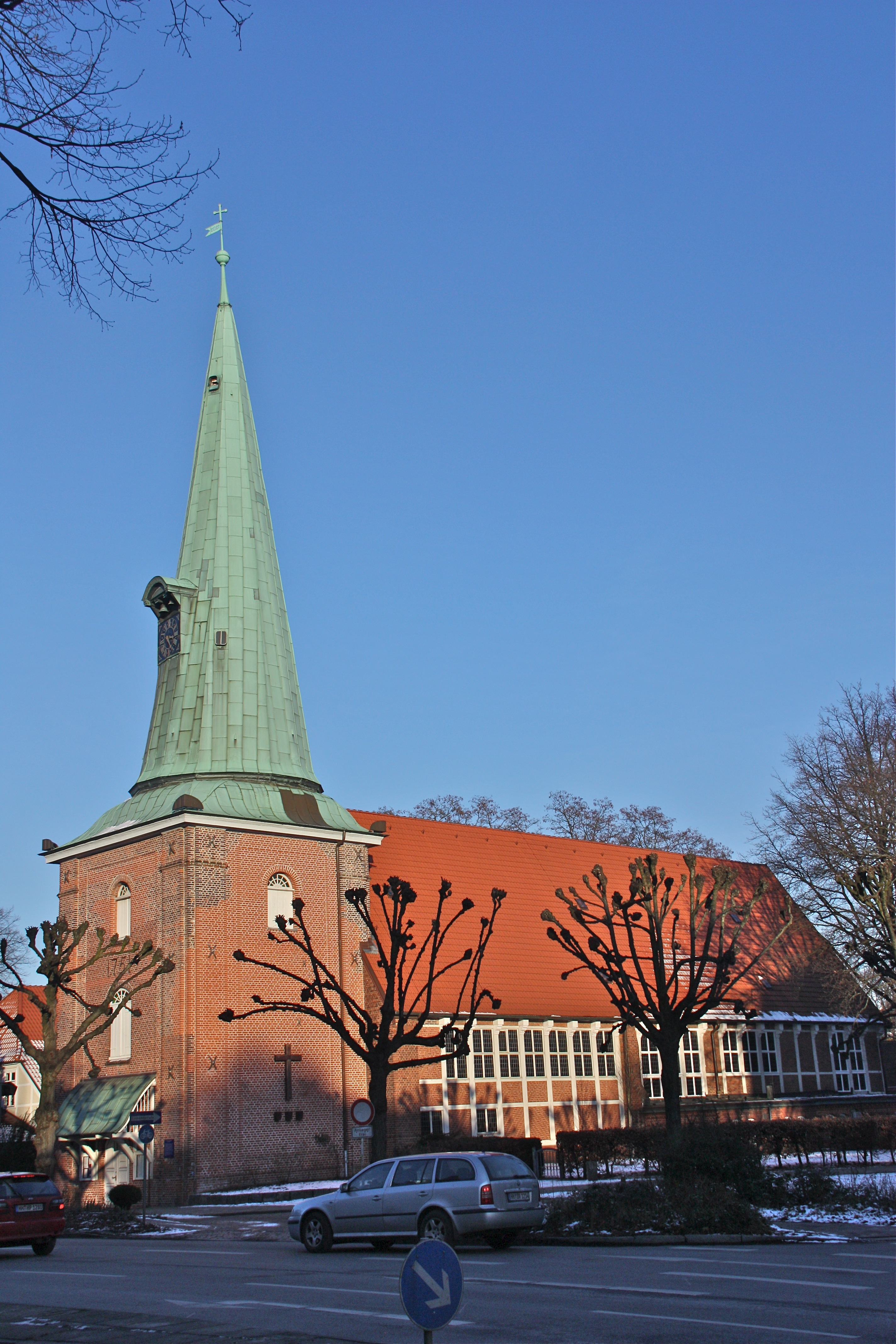
Straßenansicht von der Kellinghusenstraße

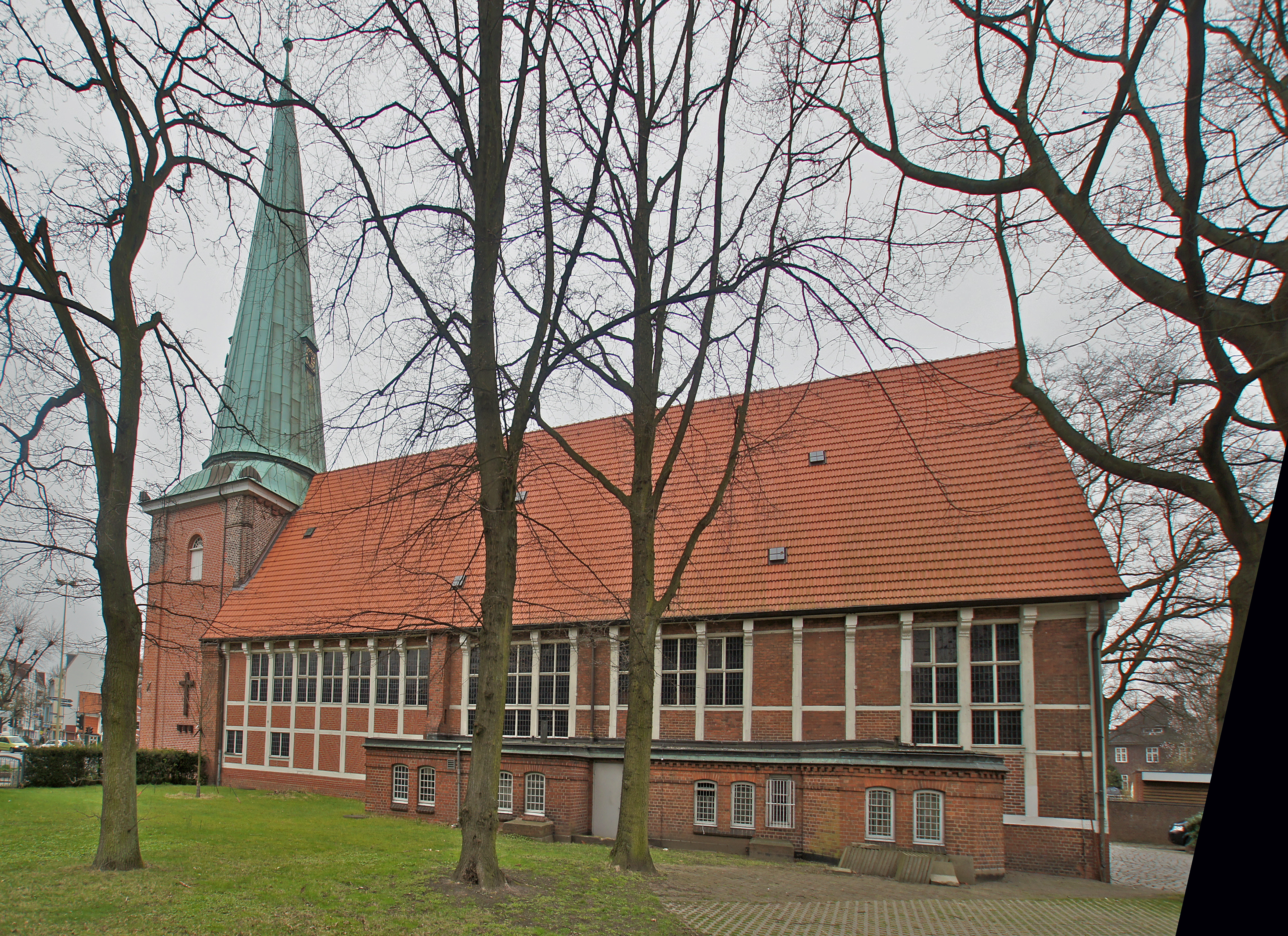
Ansicht von Süden mit vollständigem Kirchenschiff

Die St.-Johannis-Kirche ist eine evangelisch-lutherische Pfarrkirche im Hamburger Stadtteil Eppendorf. Sie war sehr lange Mittelpunkt eines großen Kirchspiels und ist Mutterkirche vieler weiterer Kirchen im Hamburger Norden. Das nach Johannes dem Täufer benannte Gebäude gilt als die bekannteste „Hochzeitskirche“ in Hamburg.

## Patrozinium
Das Patrozinium, das die Kirche zur Zeit ihrer Gründung hatte, ist nicht überliefert. In den Quellen wird sie ausschließlich als „Eppendorfer Kirche“ bezeichnet. Dass sie „St. Johannis“ heißen solle, schrieb erstmals Johann Witte 1759. Ob es dabei um den ursprünglichen Namen der Kirche handelt oder um eine Übertragung vom St.-Johannis-Kloster, das bis ins 19. Jahrhundert hinein die Kirche verwaltete, ist nicht zu rekonstruieren. Dabei dachte man an den Apostel und Evangelisten Johannes und benannte gegen 1900 die Filialkirchen Lukas-, Matthäus- und der Markuskirche nach den übrigen Evangelisten. Erst im 20. Jahrhundert wurde der Name auf Johannes den Täufer bezogen.

## Geschichte

### Von der Gründung bis zur Reformation
Die aufgrund des Namensähnlichkeit häufig geäußerte Vermutung, die Gründung von Eppendorf und seiner Kirche ginge auf eine Missionsreise Ebo von Reims im Jahre 823 in das Gebiet nördlich des fränkischen Reichs zurück, lässt sich nicht belegen und ist auch eher unwahrscheinlich. Der heute von außen nicht mehr sichtbare Rundturm stammt nach Ansicht des Architekten Paul-Gerhard Scharf jedoch aus karolingischer Zeit. Der Turm wäre demnach ein Wachturm an der Alsterfurt gewesen und erst später zum Kirchturm geworden. Gegen diese Frühdatierung spricht, dass ähnliche Rundturmkirchen wie die benachbarten Barmstedter und Rellinger Kirche, beides Gründungen der Ritter von Barmstede, aber auch die Vicelinkirchen in Ostholstein auf das 12. Jahrhundert datiert werden.
Der Ortsname Eppendorf erscheint zum ersten Mal 1140 in einer Urkunde des Bremer Erzbischofs Adalbero, der dem Hamburger Domkapitel einen dort befindlichen Hof, zu dem auch die Tarpenbeker Mühle gehörte, schenkte. Die Kirche, die im Zusammenhang mit dieser Schenkung nicht genannt ist, wurde erst 1267 urkundlich erwähnt als Ort einer Verhandlung gegen Otto von Barmstede. Im Zuge einer Landteilung unter mehreren Linien der Schauenburger Grafen 1290 fiel das Kirchspiel zusammen mit einem Drittel der Stadt Hamburg und der Stammgrafschaft Schaumburg an Adolf von Holstein-Pinneberg.
Die 1267 erwähnten Kirche brannte 1314 nieder und wurde durch einen Neubau ersetzt. Erhalten blieb der damals noch nicht mit der Kirche verbundene steinerne Rundturm.
Aus dem Jahr 1347 ist ein Verzeichnis der Einkünfte des damaligen Priesters Nicolaus tho Brema überliefert. In dem sehr großflächigen Kirchspiel, das das gesamte Gebiet zwischen der damaligen Hamburger Stadtgrenze am Dammtor im Süden und Ochsenzoll im Norden umfasste, lebten demnach nur etwa 480 abgabepflichtige Erwachsene. Die Kirche unterstand dem Hamburger Domkapitel, das die Pfründe an einen Domherrn vergab, der die Verwaltung der Pfarrstelle jedoch häufig einem Vikar überließ.
1400 wurde die Kirche in das Zisterzienserinnenkloster Harvestehude inkorporiert, von dessen Patronen, zwei Hamburger Ratsherren, das Kirchspiel verwaltet wurde. Für die Einsetzung der Ortspfarrer war das Domkapitel zuständig. Das Gebiet von Harvestehude war dem Jungfrauenthal genannten Kloster schon bei dessen Ansiedlung 1295 übertragen worden, durch Schenkungen und Verpfändungen durch die Schauenburger Grafen im 13. bis 15. Jahrhundert gelangten auch die zum Kirchspiel gehörenden Dörfer Eppendorf, Winterhude, Eimsbüttel, Groß-Borstel, Ohlsdorf, Niendorf, Lokstedt und Hummelsbüttel in den Besitz des Klosters.
1528 wurde in Hamburg die lutherische Reformation eingeführt. Der Rat entzog dem letzten Kirchherrn, dem Domscholastiker und Pfründensammler Heinrich Banzkow, seine Einkünfte an der Eppendorfer Kirche. Einen evangelischen Prediger erhielt das Kirchspiel jedoch zunächst nicht, denn der Plan, im Zisterzienserinnenkloster einen lutherischen Prädikanten einzusetzen, der auch das Kirchspiel versorgen sollte, scheiterte am Widerstand der Nonnen, die keinen evangelischen Prediger akzeptieren wollten. Daraufhin wurde das Kloster gewaltsam aufgelöst, die Gebäude niedergerissen und die verbliebenen Nonnen in das Gebäude des ebenfalls aufgelösten Dominikanerklosters St. Johannis in der Innenstadt umgesiedelt. Das Klosterland wurde einer Stiftung übertragen, die bis 1832 von zwei Hamburger Ratsherren verwaltet wurde. Graf Jobst von Holstein-Pinneberg kaufte die Dörfer Niendorf, Lokstedt und Hummelsbüttel, die seine Vorfahren im 15. Jahrhundert dem Kloster verpfändet hatten, zurück. Er und seine Söhne und damit auch ihr Herrschaftsgebiet blieben katholisch. Erst 1561 musste sich Otto IV. dem Druck der anderen längst evangelisch gewordenen norddeutschen Fürsten beugen und führte in Holstein-Pinneberg eine lutherische Kirchenordnung ein. Dabei entschied sich Otto IV. bewusst gegen eine von Johannes Bugenhagen ausgearbeitete Ordnung, wie sie in Hamburg und im benachbarten Herzogtum Holstein in Geltung war. Erst im Zusammenhang der Verpflichtung der Geistlichen der Holstein-Pinneberger Kirchen auf die neue Kirchenordnung wird mit „Herrn Frantz“ der erste evangelischer Pastor in Eppendorf genannt.

### Bis zum Gottorfer Vergleich
Die Dörfer des Kirchspiels unterstanden mehreren weltlichen Obrigkeiten: Die Dörfer Eppendorf, Harvestehude, Winterhude, Eimsbüttel, Groß-Borstel und Ohlsdorf gehörten zur von Hamburger Ratsherren verwalteten Klosterstiftung, auf die die Stadt Hamburg ebenso Anspruch erhob wie auf Fuhlsbüttel und Langenhorn, die auf anderen Wegen in den Besitz der Stadt gekommen waren. Niendorf, Lokstedt, Stellingen, Eidelstedt, Schnelsen und Hummelsbüttel waren Teil der Grafschaft Holstein-Pinneberg. Steilshoop und Alsterdorf waren von 1544 bis 1773 im Besitz des Herzogs von Schleswig-Holstein-Gottorf. Bis zur Reformation hatte die unterschiedliche Landesherrschaft im Kirchspiel keine große Rolle gespielt, mit dem landesherrlichen Kirchenregiment änderte sich das jedoch, da nun die Landesherren auch Einfluss auf die Besetzung geistlicher Ämter erhielten und für den Unterhalt der kirchlichen Gebäude und der Pastoren und Küster zuständig waren. Erstmals kam es 1612 zu Konflikten, als Graf Ernst sich beschwerte, dass die Hamburger Klostervorsteher ohne sein Wissen einen neuen Küster eingesetzt hatten.
Die Bestrebungen des dänischen Königs Christian IV., seinen Einflussbereich zu vergrößern, hatten auch Auswirkungen auf das Eppendorfer Kirchspiel. Er erhob Anspruch auf Holstein-Pinneberg und Hamburg und focht deren Reichsunmittelbarkeit an. 1619 besetzten dänische Truppen die Grafschaft, um seine Forderungen durchzusetzen. Graf Ernst musste sich mit 50.000 Talern freikaufen. Wie sehr die ohnehin baufällige Eppendorfer Kirche unter der dänischen Besatzung Schaden genommen hatte, ist nicht bekannt, auf jeden Fall wurde 1622 ein Neubau errichtet, der deutlich größer war als der Vorgängerbau. Die Bewohner der Pinneberger Dörfer, die besonders unter der dänischen Besatzung zu leiden hatten, blieben die von ihnen eingeforderten Zulagen zum Kirchbau schuldig, weshalb ihnen Plätze im Gemeindegestühl verweigert wurden. Die Hamburger Klosterverwalter zeigten sich dagegen großzügig und spendeten der Kirche Gemälde, die sie noch heute schmücken.
Nur fünf Jahre nach Fertigstellung der neuen Kirche griff der Dreißigjährige Krieg auf das Kirchspiel über. Während Hamburg hinter seiner Festungsanlage sicher war, waren in den Dörfern des Kirchspiels erst dänische Truppen einquartiert und anschließend verwüsteten kaiserliche Truppen das Umland. Die Kirche verlor alle Wertgegenstände, der aus dem Vorgängerbau übernommene mittelalterliche Altar wurde zerschlagen, das Gestühl und die Kirchenbücher verbrannten. In den folgenden Jahren wütete die Pest, der der alte Pastor David Penshorn und sein Adjunkt Wilhelm Matthiessen zum Opfer fielen. Mehrere Dörfer fielen wüst. Erst nachdem sich die Lage etwas beruhigt hatte, rekonstruierten 1629 Vertreter der Hamburger und der Pinneberger Obrigkeiten zusammen mit den beiden Pastorenwitwen die Kirchenrechnungen der vergangenen acht Jahre und trugen zusammen, welche Abgaben wofür fällig waren. An dieser Versammlung nahm erstmals auch ein von den Pinneberger Dörfern entsandter Kirchenjurat teil. Dabei einigte man sich auch darauf, dass die Hamburger Klosterpatronen die Pinneberger Regierung zukünftig jeweils im Voraus über bevorstehende Pastorenwahlen unterrichten und ihnen ein Mitspracherecht bei der Kandidatenauswahl einräumen wollten. Otto V. plante sogar, die Pinneberger Dörfer ganz aus dem Kirchspiel herauszulösen und für sie eine eigene Kirche in Lokstedt zu errichten. Dazu kam es jedoch nicht mehr, denn mit ihm starb das Schauenburger Grafengeschlecht 1640 aus.
Durch Besetzung der Grafschaft – einschließlich der Eppendorfer Kirchspieldörfer – brachte Christian IV. deren südlichen Teil an sich. Damit war der dänische König Landesherr einer Hälfte des Eppendorfer Kirchspiels und nutzte diesen Umstand zu einem Machtkampf mit Hamburg, dessen Selbständigkeit er nach wie vor bestritt. Auch das Kirchspiel Eppendorf beanspruchte er zur Gänze für sich. Beide Obrigkeiten versuchten die Untertanen des jeweils anderen an der Teilnahme von Visitationen und obrigkeitlich festgelegten Dank- und Bittgottesdiensten zu hindern. Wiederholt hielt der Pinneberger Drost Zahlungen an den Pastor oder für Reparaturen an kirchlichen Gebäuden zurück, beispielsweise als der Turm nach der Naturkatastrophe von Holstein 1648 einzustürzen drohte.
In diesen Jahren war Dänemark in mehrere Kriege verwickelt, weshalb mehrfach feindliche, aber auch dänische Truppen das Land durchzogen, plünderten und zerstörten. Schon 1638 war die neugebaute Eppendorfer Kirche wieder reparaturbedürftig. 1652 stiftete Pastor Johann Hoyer die erste kleine Orgel. Katholische polnische Truppen, die im Nordischen Krieg 1659/1660 im Dorf untergebracht waren, verwüsteten die Kirche, wonach das erst vierzig Jahre alte Gebäude 1662 fast von Grund auf neu gebaut werden musste. Nach mehreren Jahrzehnten, in denen die Gottesdienste zwischen den zerschlagenen Resten der alten Kirchenausstattung gefeiert werden mussten, wurden in den folgenden Jahren ein Barockaltar und eine neue Kanzel angeschafft und für die gewachsene Gemeinde Emporen eingezogen. Diese Baumaßnahmen wurden fast vollständig durch eine in den Hamburger Kirchen gesammelte Kollekte finanziert.
Der Streit zwischen Hamburg und Dänemark eskalierte, als der dänische König Christian V. 1679 Hamburg belagerte. Als dann 1683 der Eppendorfer Pastor Hermann Uphoff starb, setzte Christian V. nur fünf Tage später mit Peter Krebs, dem Cousin des Altonaer Oberpräsidenten Matthias Jessen, einen neuen Pastor ein. Die Einführung begleitete Jessen mit Soldaten, um jeden Protest aus der Gemeinde im Keim zu ersticken. Die Hamburger Kloster-Vorsteher reagierten, indem sie den Bewohnern der zum Klosterland gehörenden Dörfern verboten, die Gottesdienste und Kasualien bei Pastor Krebs zu besuchen und ihm die einem Pastor zustehenden Abgaben zu zahlen. Im Gegenzug ließ der Pastor die Kirche für die Hamburger Untertanen schließen, die somit keinen Zugang zu ihren Grabstätten in der Kirche mehr hatten. Auch der von Hamburger Seite eingestellte Küster erhielt kein Gehalt von den dänischen Untertanen. Erst 1689 kam es zu einer Einigung, so dass wieder alle Gemeindeglieder ihre Kirche besuchen konnten. Trotzdem führten auch die nächsten Einsetzungen von Pastoren und Küstern zu teilweise gewaltsamen Auseinandersetzungen. Schließlich kam man überein, dass die Obrigkeiten die neuen Prediger und Küster abwechselnd bestimmen sollten.
1768 erkannte Dänemark im Gottorfer Vergleich die Hamburger Reichsunmittelbarkeit an. Verbunden damit war auch die Festlegung der Grenzen. In diesem Zusammenhang wurde auch das Eppendorfer Kirchspiel geteilt. Die sogenannten Pinneberger oder dänischen Dörfer Niendorf, Lokstedt, Stellingen, Eidelstedt, Schnelsen und Hummelsbüttel wurden ausgepfarrt und erhielten eine eigene Kirche in Niendorf. Dafür gelangten die bis dahin gottorfischen, aber seit langem an Hamburg verpfändeten Dörfer Steilshoop und Alsterdorf in Hamburger Besitz und blieben Bestandteil des Kirchspiels. Während das nunmehr halbierte Eppendorfer Kirchspiel sich an den Baukosten der Niendorfer Kirche beteiligen musste, brauchten die dänischen Untertanen nicht zum Neubau des im Jahr zuvor abgebrannten Küsterhauses beitragen. Sogar einen neuen Küster setzte die dänische Regierung noch ein: Heinrich Carl von Schimmelmann, der dänische Verhandlungsführer, verschaffte seinem Sekretär und Hauslehrer Samuel Heinicke die gutbezahlte Stelle.

### Zwischen 1770 und 1919
Tischler Ulrich Rehse stellte 1781 einen neuen, siebeneckigen klassizistischen Kanzelkorb her. Der achteckige barocke Schalldeckel von 1664 blieb erhalten. Da die Zahl der Gemeindeglieder trotz der Teilung des Kirchspiels gegenüber der Erbauungszeit der Kirche stark angewachsen war und deshalb die Bänke und Priechen sehr eng standen, schaffte man anstelle eines feststehenden Taufbeckens einen Taufengel an, um wenigstens etwas Platz sparen zu können.
Während der Hamburger Franzosenzeit und besonders an dem Ausbau der Stadt zur Festung 1813 war das Dorf Eppendorf mit Flüchtlingen und Vertriebenen aus Hamburg überfüllt. Die Kirchspieldörfer in unmittelbarer Nähe der Stadt wurden dem Erdboden gleichgemacht, weil die Besatzer freies Schussfeld schaffen wollten. Die Kirche diente als Unterkunft für etwa 700 zu Weihnachten 1813 aus dem niedergebrannten Pesthof evakuierte Kranke, von denen während des Winters etwa ein Drittel an Typhus starb. Die ebenfalls im Dorf einquartierten französischen Soldaten wurden im Januar 1814 von russischen Truppen vertrieben, die sich nun ihrerseits in den Häusern und Wohnungen einquartierten, bis sie im Mai in Hamburg einziehen konnten. Nach dem Abzug der Soldaten spendeten die Gemeindeglieder und vor allem die reichen Hamburger, die Gartenhäuser in Eppendorf besaßen, großzügig für die Reparatur der Kirche und den Wiederaufgabe der abgebrannten Schule in Harvestehude.
Ab den 1820er Jahren nahm die Bevölkerung besonders in den nahe an Hamburg liegenden Kirchspieldörfern stark zu, da es nach dem Abriss der Stadtbefestigung und der damit verbundenen Verlängerung der Schließzeiten für die Bürger leichter wurde, sich außerhalb der Stadtgrenzen niederzulassen und dort Betrieben anzusiedeln. Am 29. Mai 1832 trat die Klosterstiftung Kirche, Dörfer, Ländereien und alle Wege an die Stadt ab. Für die Organisation des Eppendorfer Kirchspiels änderte sich wenig: Die beiden Ratsherren, die es bisher als Klostervorsteher das Kirchspiel verwaltet hatten, taten dies nun direkt als Stadtvertreter. Die städtisch gewordenen Wege wurden zu Chausseen ausgebaut, was die Erschließung des Landes beförderte und dazu beitrug, dass die Bevölkerung auch der entfernter liegenden Dörfer wuchs. Hatten bei der ersten Volkszählung 1811 erst knapp über 3000 Menschen im Kirchspiel gelebt, so waren es 1847 schon 4700. Die endgültige Aufhebung der Torsperre 1860 und die Einbeziehung der Dörfer Harvestehude, Eppendorf, Winterhude und Eimsbüttel in den Hamburger Zollbereich fünf Jahre später führte zur schnellen Verstädterung dieser Gebiete. 1872 lebten in der Kirchengemeinde rund 18.000 Menschen.
Für diese riesige Kirchengemeinde war ein einziger Pastor zuständig, dem erst ab 1870 mit der Einführung der Kirchenverfassung der Evangelisch-Lutherischen Kirche im Hamburgischen Staate ein Hilfsprediger zur Seiten stand, dessen Einkommen allerdings nur aus den Gebühren der von ihm absolvierten Kasualien bestand. Neben den Gebühren erhielt der Pastor wie im Mittelalter Abgaben von einzelnen Höfen, die auch um 1870 teilweise noch aus Naturalien bestanden. Die ehemaligen Hufen waren im Laufe des 19. Jahrhunderts allerdings in kleine Parzellen aufgeteilt worden und mit Wohnhäusern bebaut, weshalb oft strittig war, wer die Abgaben zu leisten hatte. Erst 1884 bekamen alle Hamburger Pastoren das gleiche feste Gehalt, das aus der Kirchensteuer finanziert wurde.
1879 wurde Harvestehude als erste Tochtergemeinde nach der Teilung des Kirchspiels 1769 ausgegliedert. Die St. Johanniskirche wurde 1882 fertiggestellt. In den folgten Jahren entstanden weitere Tochtergemeinden: Die Christuskirche wurde 1882/84 für die selbständig gewordene Kirchengemeinde Eimsbüttel errichtet, die ihrerseits nur wenige Jahre später geteilt wurde. Obwohl damit ein Großteil des ursprünglichen Kirchspielgebietes abgeteilt worden war, umfasste die Kirchengemeinde 1895 etwa 40.000 Mitglieder. Deshalb wurden weitere Pfarrstellen eingerichtet, deren Inhaber an den Filialkirchen, der Lukaskirche an der Grenze zwischen Fuhlsbüttel und Langenhorn, der Matthäuskirche in Winterhude und der Markuskirche in Hoheluft, tätig waren. Trotz der Auspfarrung von Hoheluft 1905 wurde 1910 die Höchstzahl der Gemeindeglieder mit 65.228 erreicht, für die vier Pastoren an drei Kirchen zuständig waren.

### Seit 1919
Die Trennung von Kirche und Staat in der Verfassung der Weimarer Republik erforderte eine Neuorganisation der Kirche. Erstmals gehörten dem Kirchenvorstand auch Frauen an. 1922 wurden die Gemeinden der Matthäus- und der Lukaskirche unabhängig. Durch Teilungen der Tochtergemeinden und Einrichtung neuer Pfarrstellen gab es 1929 21 Pastoren auf dem Gebiet des alten Eppendorfer Kirchspiels. Allein die Eppendorfer Gemeinde hatte vier Pastoren, darunter Ludwig Heitmann, der in Eppendorf die kirchliche Jugendarbeit aufbaute und die Form des Gottesdienstes reformierte, wodurch der als veraltet und leblos empfundene Kultus durch die lebendige Begegnung mit Gott in Liturgie, Bibellesungen und besonders in den Sakramenten ersetzt werden sollte. Für diese neue Form der Gemeindearbeit mit Kreisen, Vorträgen und großen Versammlungen wurde das 1929 eingeweihte Gemeindehaus auf der anderen Seite der Ludolfstraße mit Wohnungen für Kirchenmitarbeiter, Gemeinderäumen und einem großen Saal errichtet. Als eine weitere Filiale wurde in Groß Borstel 1932 ein Kirchsaal errichtet.

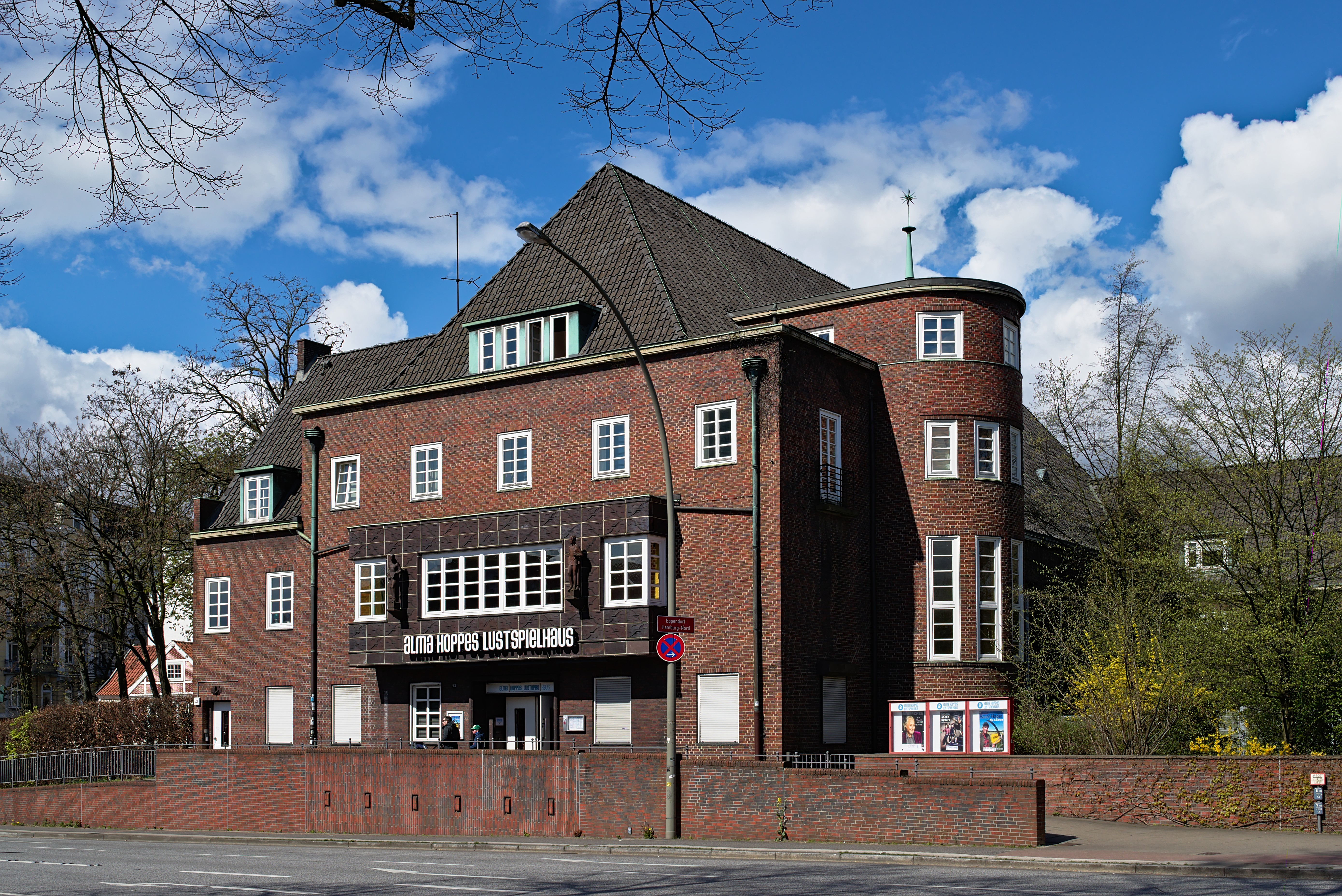
Gemeindehaus von 1929, heute Lustspielhaus Alma Hoppe

1933 gehörte Heitmann, ein enger Freund von Franz Tügel, zu den Gründungsmitgliedern des Pfarrernotbundes und war Vertreter Hamburgs im Reichsbruderrat des Bekennenden Kirche. Der Kollege Walter Gerber trat dagegen den Deutschen Christen bei, um Simon Schöffel im Kampf um das Hamburger Bischofsamt zu unterstützen. Nach Reinhold Krauses Sportpalast-Rede im November desselben Jahres trat er wieder aus. Trotz aller Differenzen bemühten die Pastoren gemeinsam, ihre sehr aktive Jugendarbeit auch nach der zwangsweisen Überführung aller Jugendorganisationen in die Hitlerjugend fortzuführen. Die Pläne zu einer an die neue Liturgie passenden Umgestaltung der Kirche, die der aus Heitmanns Jugendarbeit stammende Architekt Gerhard Langmaack ausgearbeitet hatte, mussten bei Anbruch des Zweiten Weltkriegs zurückgestellt werden. Bei alliierten Bombenangriffe auf Hamburg wurde die St.-Johannis-Kirche 1942 von einer Brandbombe getroffen, die auf Höhe der Kanzel Dach und Gewölbe durchschlug. Dank der Brandwache, darunter auch der damalige Pastor Walter Gerber und seine Söhne, konnte das Gebäude gerettet werden. Im folgenden Jahr wurde das Gemeindehaus beschlagnahmt.
Da in Eppendorf weitgehend von Bombenschäden verschont geblieben war, wuchs die Bevölkerung durch den Zuzug von Ausgebombten und Flüchtlingen nach dem Krieg stark an. Weitere Gemeinden wurden gegründet: Groß-Borstel wurde 1947 selbständig. Die 1949 als Bartning-Notkirche erbaute St.-Martinus-Kirche an der Tarpenbekstraße wurde 1956 ausgepfarrt. 1957 wurde das Gebiet südlich des Isebekkanals dem Pfarrbezirk der neuen Hauptkirche St. Nikolai am Klosterstern zugeordnet.
Nach Reparaturen und kleineren Änderungen nach Ende des Krieges, wozu die Auswechslung des Altarbilds von 1904 durch die beiden älteren Bilder gehörten, fand 1959 bis 1963 unter Leitung von Langmaack der bereits 1939 angedachte Umbau der Kirche statt. Der nunmehr hellgestrichene Raum sollte die Freude über das Evangelium und die Konzentration auf die Sakramente betonen. Kaum war die Renovierung abgeschlossen, wurde darüber nachgedacht, die Kirche der Verbreiterung der Ludolfstraße zu opfern oder zumindest so baulich zu verändern, dass der Verkehr direkt an ihr vorbeifließen könnte. 1966 wurde dann der Plan dahingehend verändert, so dass alle kirchlichen Gebäude erhalten blieben.

## Baugeschichte und Architektur
Der älteste Teil der Kirche ist der romanische Rundturm aus ungleichmäßig geschichteten Feldsteinen. Der mittelalterliche Rundturm musste regelmäßig repariert werden und wurde seit 1729 mit zwei Stützpfeilern gehalten. 1750 brach in der Turmspitze ein Brand aus, den ein mutiger junger Mann löschte. Daraufhin wurde das Feldsteinmauerwerk mit Backsteinen ummantelt. Die bis dahin mit Holzschindeln gedeckte geschweifte Turmhelm wurde nun mit Schiefer eingedeckt. Die Bauarbeiten leitete Johann Leonhard Prey. Dabei schuf man auch einen Eingang durch den Turm, denn zuvor wurde die Kirche nur durch mehrere Seiteneingänge betreten. Die Feldsteinmauer des alten Turmes sind nur noch an der Rückwand der Westempore zu erkennen.

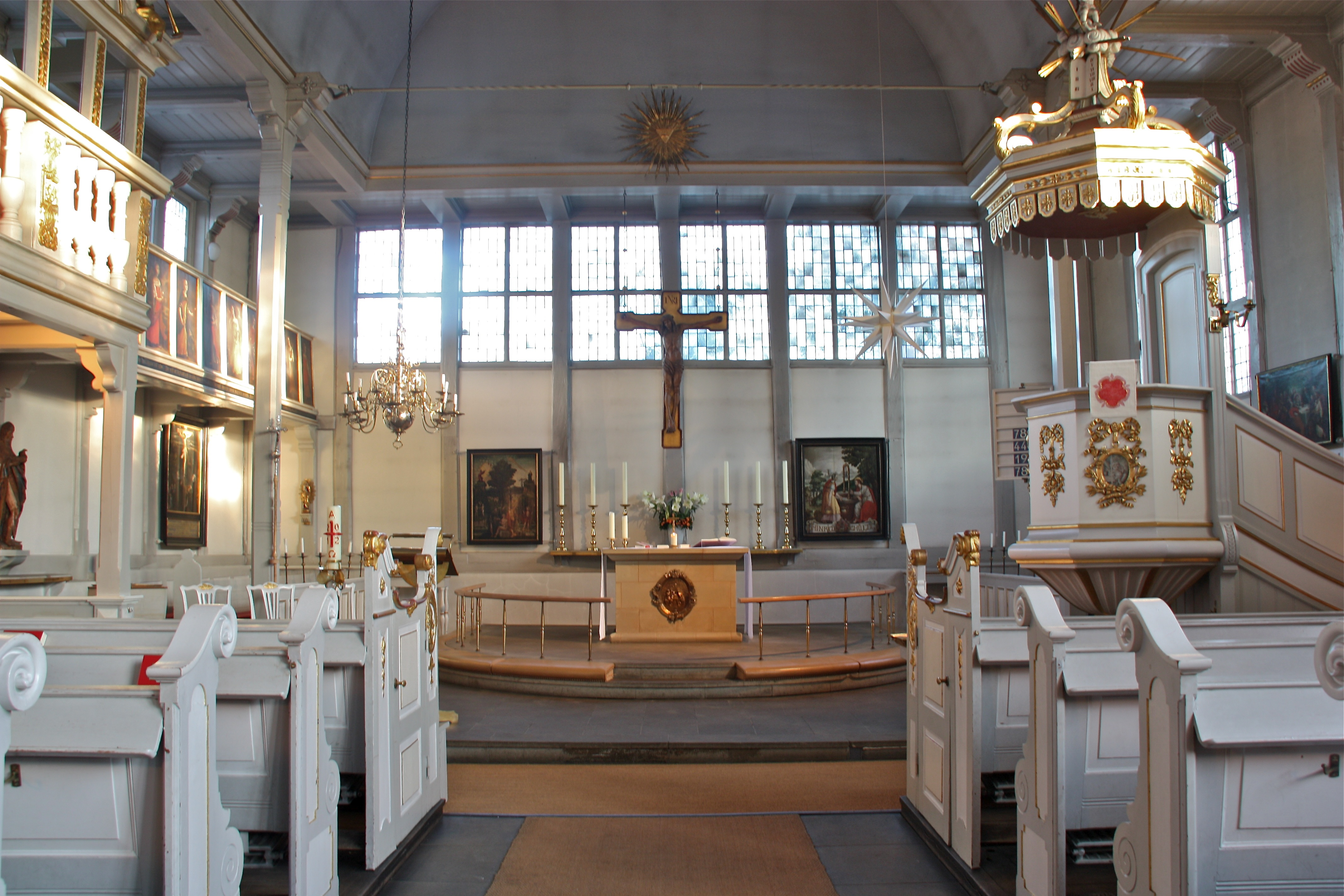
Blick zum Altar (2013)

Die heutige, dritte Kirche stammt von 1622, wurde aber 1662 fast komplett neu wiederaufgebaut. Das Aussehen der Vorgängerbauten ist nicht bekannt. Man weiß nur, dass sie kürzer waren als die 1622 errichtete Kirche und nicht direkt an den älteren Rundturm anschlossen. Das Kirchenschiff ist ein rechteckiger 33 m langer und 12 m breiter Fachwerksaal mit flachem Chorabschluss. Die Kirche hatte ursprünglich ein flaches Bretterdach. Durch die an West-, Nord- und Ostseite angebrachten, weit in den Raum hineinragenden Emporen und die verhältnismäßig kleinen Fenster war der Innenraum recht dunkel.

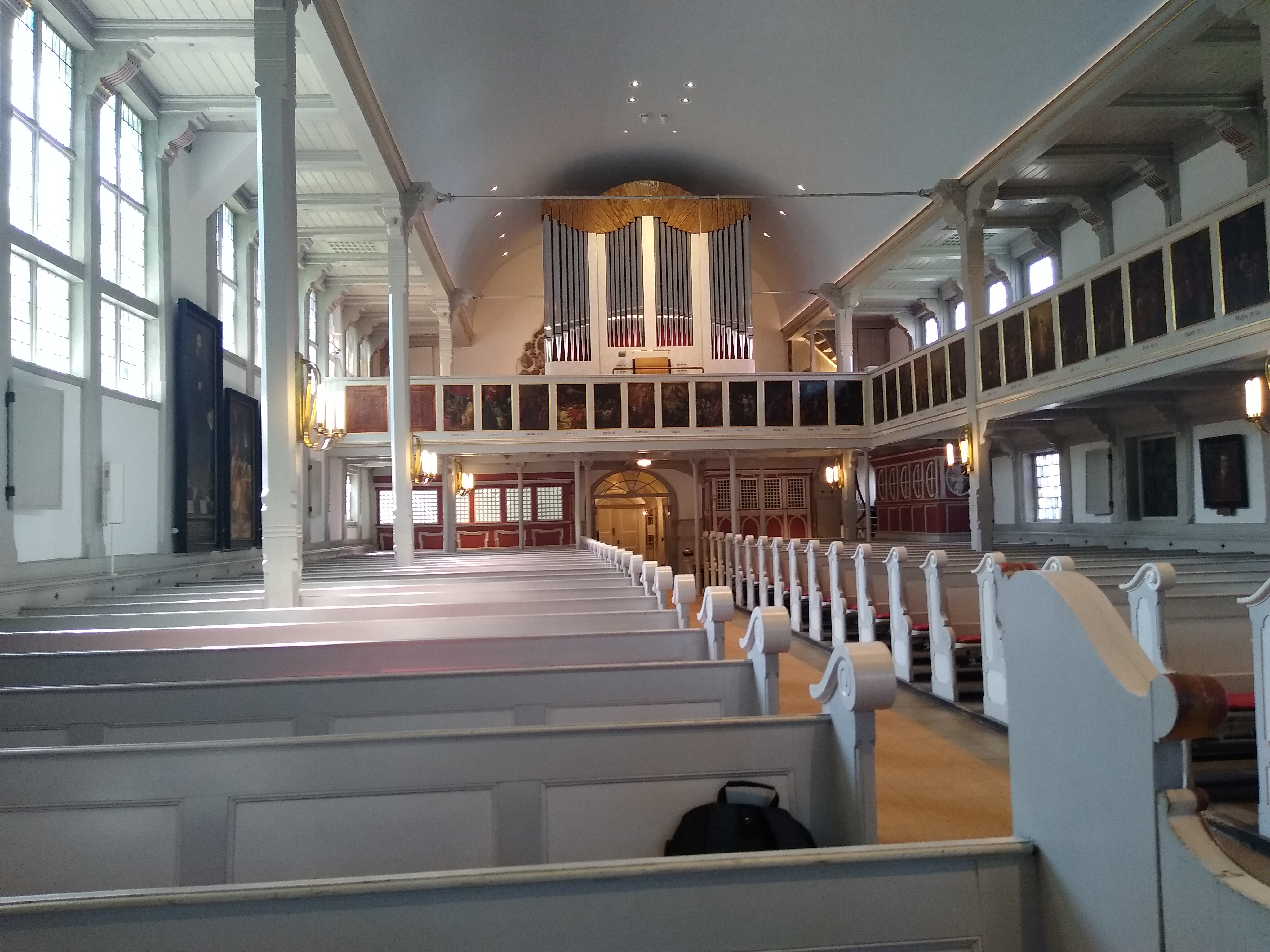
Blick zur Orgel (2022)

Julius Faulwasser baute 1901–1903 die Kirche im neugotischen Stil um. Dabei wurde der Turmeingang vergrößert und im Innenraum das Brettertonnengewölbe eingezogen, wodurch die Deckenhöhe sich von 6 auf 9 m erhöhte. Die Emporen wurden verschmälert bzw. ganz entfernt, das vorher sehr uneinheitliche, enge Gestühl bis auf einige Logen durch einheitliche Bänke ersetzt. Der barocke Altar erhielt ein neues Altarbild des Historienmalers Heinrich Saffer. In die Spitzbogenfenster an der Ostwand wurden 1914 zwei von Bürgermeister Schröder geschenkte farbige Glasbilder eingebaut. Dem Zeitgeschmack entsprechend war der Innenraum sehr dunkel gehalten.
Eine weitere Renovierung wurde 1957 bis 1963 unter der Leitung von Gerhard Langmaack vorgenommen, der vor allem die neugotischen Elemente zurückbauen ließ und dabei auch die heutige Anordnung der Fenster in der Chor- und der Südwand festlegte. Das Altarretabel wurde entfernt und durch ein Triumphkreuz hinter dem Altar ersetzt. Die Glasbilder wurden an das Schröderstift abgegeben.
Bei der Renovierung von 1981 bis 1984 durch die Architekten Bunsmann, Scharf und Lockner wurde auch der Altarraum neugestaltet. Der Turm wurde in den Jahren 1999 bis 2001 aufwendig restauriert. 2021/2022 wurde die Kirche neu ausgemalt und erhielt eine neue Orgel und ein neues Beleuchtungssystem.

## Ausstattung
Der Kirchsaal ist durch die großen Fenster mit ihrem farblosen Glas und seinen in Weiß gehaltenen Wänden sehr hell. Die 9 m hohe hölzerne Tonnendecke wird durch einige schmale Holzsäulen unterstützt, an Nord- und Westwand sind Emporen eingefügt.
Das Kruzifix an der Altarrückwand kam erst in den 1960er-Jahren in die Kirche, die verwendete Christusfigur ist jedoch wesentlich älter und wird auf das frühe 16. Jahrhundert geschätzt. Wahrscheinlich wurde sie in der Gegend von Nürnberg gefertigt. Das von einem umgebene Strahlenkranz Auge Gottes, das über dem Kreuz angebracht ist, gehörte zu dem 1961 entfernten Barockaltar von 1661. Das Dreieck, in dem der hebräische Gottesname steht, symbolisiert die Trinität.
An der Chorwand und an den Seitenwänden befinden sich mehrere Bilder, die der Kirche zum Neubau 1622 geschenkt wurden: an der Nordwand des Chores eine Kreuzigungsszene mit Stifterfiguren, an der Chorwand ein reformatorisches Lehrbildnis der Gegenüberstellung von Gesetz und Gnade und die Szene der Samaritanerin am Brunnen, an der Südwand Bilder der Evangelisten Matthäus und Markus und der Reformatoren Martin Luther und Philipp Melanchthon. Neben letzteren befindet sich eine überlebensgroße Abbildung von Hermann Hoyer, der von 1629 bis 1650 Pastor der Gemeinde war. Zwei Bilder, die ursprünglich zu dem Barockaltar von 1661 gehörten, sind jetzt an der Südwand des Altarraums aufgehängt. Die Bilder an der Chorempore stammen von 1669 und stellen das Gleichnis von den klugen und törichten Jungfrauen dar; die um 1700 gemalten Brüstungsbilder der Seitenempore zeigt Szenen aus dem Leben Jesu; an der Orgelempore wurden Bilder angebracht, die sich früher an der Seitenempore befand, aber aus unterschiedlichen Gründen abgenommen wurden.

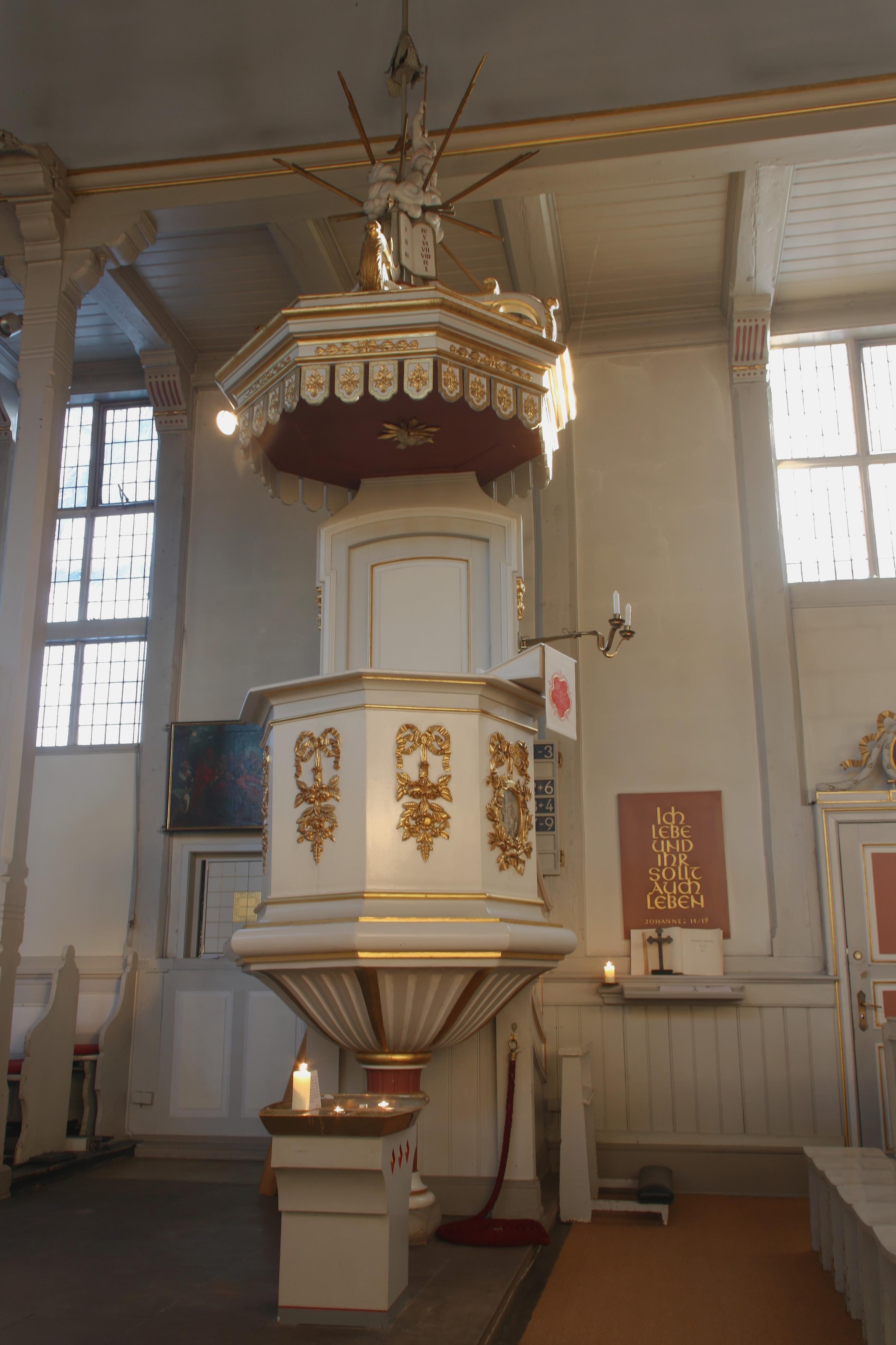
Kanzel, links davon das Armarium (2013)

Der siebeneckige Kanzelkorb wurde 1781 vom örtlichen Tischler Ulrich Reese im klassizistischen Stil gefertigt. Da die Kosten sehr niedriggehalten werden mussten, fiel die Ausführung schlicht aus und der achteckige barocke Schalldeckel von 1664 blieb erhalten. Sein Aufbau stellt die Zehn Gebote und ihre Verkündung durch Mose dar.
Der heutige Altartisch ist ein Entwurf von Paul-Gerhard Scharf aus dem Jahre 1989 mit einer Ergänzung durch Siegfried Assmann aus dem Jahre 1991. Assmanns Ergänzung, ein in den Altartisch integriertes vergoldetes Bronzemedaillon, zeigt die Begegnung Jesu mit seinen Jüngern in Emmaus umrahmt von weiteren kleineren biblischen Szenen, die alle auf die Eucharistie hinweisen.
1992 wurde die Kirchenausstattung durch eine Piscina an der Nordwand des Chores neben dem Taufstein, ein Armarium, ein Sakramentshaus, an der Südwand, den Osterleuchter und das Lesepult ergänzt.
Das Gemeindegestühl stammt von 1901. In der ersten Reihe integriert sind Wangen und Türen eines älteren Gestühls. Erhalten sind mehrere Logen an der Rück- und nördlichen Seitenwand.

## Orgel
Die erste Orgel erhielt die Eppendorfer Kirche 1652. Das kleine Instrument befand sich auf einer Empore an der Nordwand der Kirche neben dem Altar. Es wurde 1700 durch ein größeres Instrument ersetzt, für das eine Empore an der Ostwand hinter dem Altar errichtet wurde. Die 1872 erbaute dritte Orgel erhielt dann ihren Platz auf der Westempore. Ende des 19. Jahrhunderts sammelte die Gemeinde Geld für eine größere, dem damaligen romantischen Geschmack entsprechende Orgel. Man plante sogar, dafür die alte Fachwerk-Kirche abzureißen und stattdessen eine neogotische Kirche zu erreichen. Da das Geld dafür nicht ausreichte, wurde zur Verbesserung der Akustik für die neue Orgel 1902 das Tonnengewölbe eingezogen. Diese Orgel war nach der Beschädigung der Kirche im Zweiten Weltkrieg nicht mehr spielbar, weshalb die Gemeinde 1953 eine Kemper-Orgel anschaffte, die jedoch nicht einmal zwanzig Jahre ihren Dienst tat.

### Steinmeyer-Orgel (1972 bis 2021)

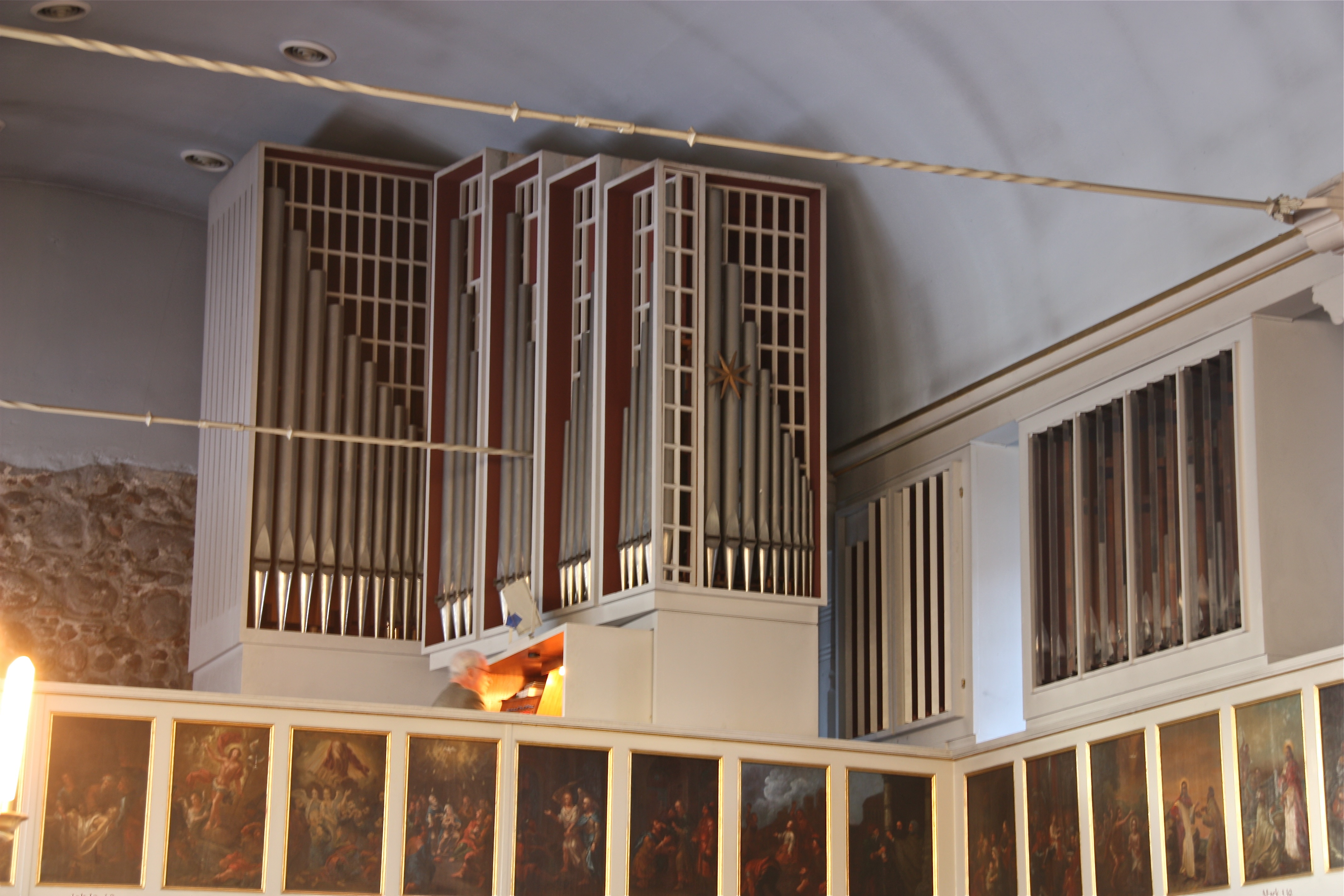
Orgelprospekt der Steinmeyer-Orgel (2013), links von der Orgel freigelegte Steinlagen des mittelalterlichen Rundturms

Bis 2021 besaß die Kirche eine Steinmeyer-Orgel aus dem Jahr 1972. Die Orgel weist seit ihrem Bau als Besonderheit ein unübliches Blockwerk im Hauptwerk auf. Die seitliche Aufstellung ermöglichte nach Ansicht des damaligen Organisten Dieter Frahm eine „fast optimale Nachhallzeit“. 1996 erfolgte durch die Herstellerfirma eine Überholung mit Änderungen in der Disposition, die wie folgt lautet:
| I Hauptwerk C– |              |       |
| 1.             | Spitzflöte   | 8′    |
| 2.             | Oktave       | 4′    |
| 3.             | Koppelflöte  | 4′    |
| 4.             | Quinte       | 1 ⁄3′ |
| 5.             | Blockwerk VI | 8′    |

| II Schwellwerk C– |                   |     |
| 6.                | Singend Prinzipal | 8′  |
| 7.                | Prinzipal         | 4′  |
| 8.                | Schweizerpfeife   | 2′  |
| 9.                | Sesquialtera II   |     |
| 10.               | Dulcian           | 16′ |
| 11.               | Trompete          | 8′  |
|                   | Tremulant         |     |

| III Brustwerk C– (schwellbar) |             |       |
| 12.                           | Gedackt     | 8′    |
| 13.                           | Rohrflöte   | 4′    |
| 14.                           | Nasat       | 2 ⁄3′ |
| 15.                           | Prinzipal   | 2′    |
| 16.                           | Scharff III | 1′    |
| 17.                           | Bärpfeife   | 8′    |
|                               | Tremulant   |       |

| Pedal C– |             |     |
| 18.      | Subbass     | 16′ |
| 19.      | Prinzipal   | 8′  |
| 20.      | Oktave      | 4′  |
| 21.      | Cornett III | 2′  |
| 22.      | Fagott      | 16′ |
| 23.      | Trompete    | 8′  |

- Koppeln: I/II, I/III, I/P, II/P, III/P
- Spielhilfen: 4 freie Kombinationen, Pleno, Auslöser, Handregister ab.

2021 wurde die Orgel abgebaut. Nach der Ausmalung der Kirche wurde im Februar 2022 eine neue Orgel eingebaut.

### Orgel (Winterhalter, seit 2022)

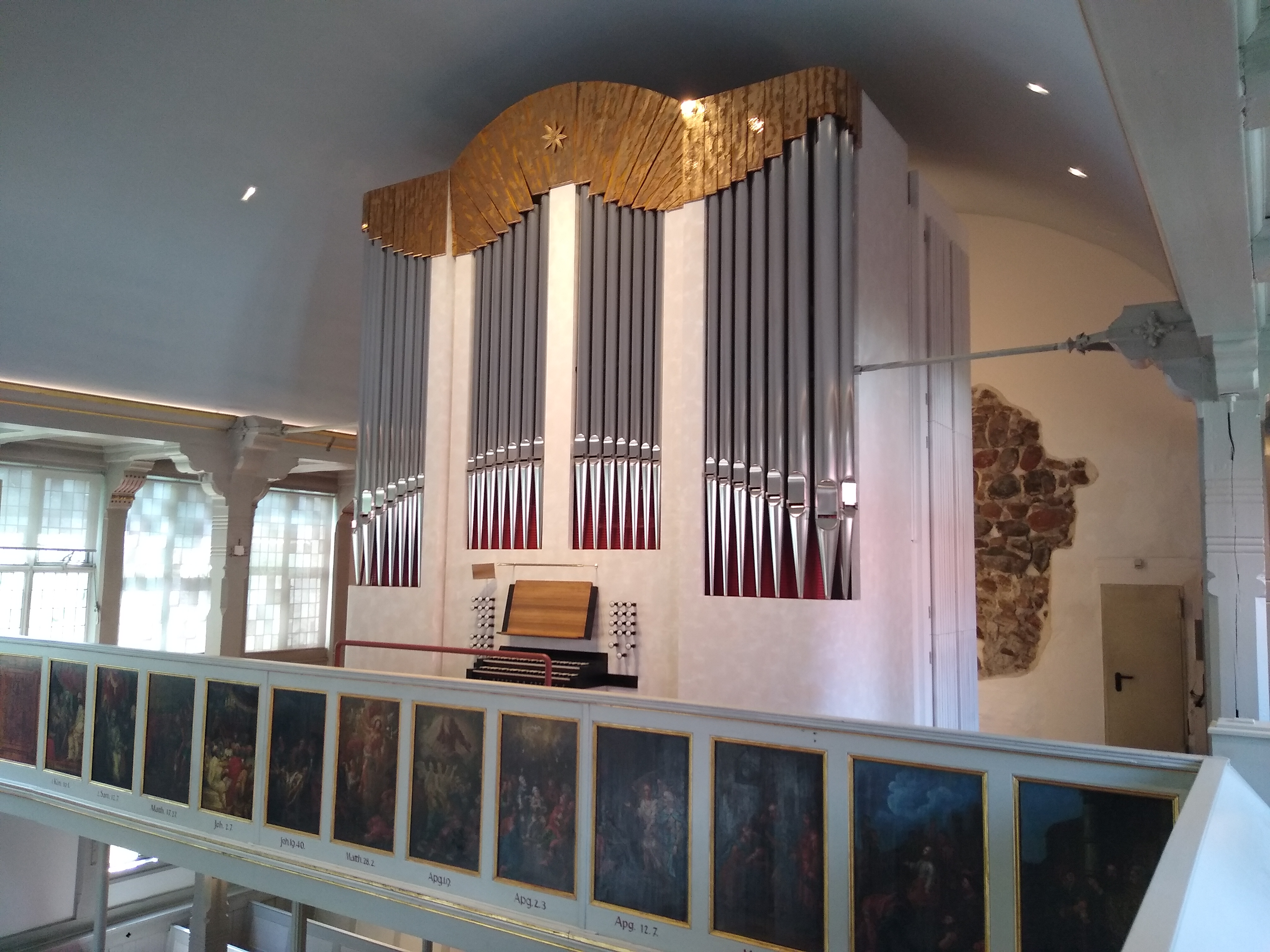
Winterhalter-Orgel (2022)

Am Sonntag Misericordias Domini, dem 1. Mai 2022, wurde die neue Orgel von Claudius Winterhalter eingeweiht. Sie ist die siebte Orgel der Eppendorfer Kirche. Die Anzahl ihrer 1622 Pfeifen erinnert an das Erbauungsjahr der Kirche. Die Disposition lautet:
| I Hauptwerk C–a3 (75 mm WS) |                 |     |
| 1.                          | Bourdon         | 16‘ |
| 2.                          | Principal       | 8′  |
| 3.                          | Holzflöte       | 8′  |
| 4.                          | Gemshorn        | 8'  |
| 5.                          | Gedeckt         | 8′  |
| 6.                          | Octave          | 4′  |
| 7.                          | Rohrflöte       | 4′  |
| 8.                          | Superoctave     | 2′  |
| 9.                          | Mixtur Major IV | 2'  |
| 10.                         | Trompete        | 8′  |

| II Schwellwerk C–a3 (80 mm WS) |                  |        |
| 11.                            | Geigenprinzipal  | 8′     |
| 12.                            | Doppelgedeckt    | 8′     |
| 13.                            | Viola di Gamba   | 8′     |
| 14.                            | Vox Coelestis    | 8'     |
| 15.                            | Fugara           | 4′     |
| 16.                            | Traversflöte     | 4′     |
| 17.                            | Nasard           | 2 ⁄3'  |
| 18.                            | Flageolet        | 2'     |
| 19.                            | Terz             | 1 3⁄5' |
| 20.                            | Mixtur minor III | 1'     |
| 21.                            | Basson Hautbois  | 8'     |
| 22.                            | Trompette harm.  | 8'     |
|                                | Tremulant        |        |
|                                | Schwellzug       |        |
|                                | Zimbelstern      |        |

| Pedal C–f1 (90 mm WS) |                     |     |
| 23.                   | Contrabass          | 16′ |
| 24.                   | Subbass (T)         | 16′ |
| 25.                   | Octavbass (T)       | 8′  |
| 26.                   | Cello (Ext)         | 8′  |
| 27.                   | Flötenbass (T)      | 8′  |
| 28.                   | Bassoctave (T)      | 4′  |
| 29.                   | Posaune             | 16′ |
| 30.                   | Trompete (T)        | 8′  |
| (T)                   | Transmission aus Hw |     |
| (Ext)                 | Extension           |     |

- Koppeln:
  - I-P, II-P, II-I Sub II-I, Super II-P
  - Sequenzertritt vorwärts
  - Cymbelstern 5 Glocken Bronce
  - Balanciertritt für Schwellwerk mechanisch, mit Anzeige im Display
- Tontrakturen: mechanisch
- Registertrakturen
  - mechanisch
  - elektrische Magnet-Setzer
  - 26.000 Kombinationen
  - Schleifladen
- Stimmtonhöhe: 440 Hz bei 17° C
- Temperierung: gleichstufig modifiziert
- Gesamtzahl Pfeifen: 1622

## Glocken
Die Kirche besaß drei Bronzeglocken aus dem 18. Jahrhundert. Im Jahr 1893 goss die Glockengießerei Otto aus Hemelingen/Bremen diese zu drei Glocken mit der Schlagtonreihe es – g – b um. Die beiden größeren Glocken fielen den Metallspende des deutschen Volkes im Ersten Weltkrieg zum Opfer. Zwei 1924 nachgegossenene Glocken wurden im Zweiten Weltkrieg beschlagnahmt. Seitdem hängt nur noch die kleine b-Glocke von Otto im Turm.
Das Geläut ist seit 1954 wieder dreistimmig und hängt seit 2009 wieder in einem hölzernen Glockenstuhl. Die Älteste ist ein Fundstück vom Hamburger Glockenfriedhof, für das der Vorbesitzer nicht festgestellt werden konnte; sie stammt ursprünglich aus Danzig. Die neueste Glocke ist ein Neuguss von 1954.
| Nr. | Name | Gussjahr | Masse (kg) | Schlagton | Glockengießer            |
| --- | ---- | -------- | ---------- | --------- | ------------------------ |
| 1   |      | 1954     | 820        |           | Fa. Rincker, Hessen      |
| 2   |      | 1732     | 490        |           | Michael Wittwerk, Danzig |
| 3   |      | 1893     | 394        | b'        | Fa. Otto, Bremen         |

## Friedhöfe
Bis zum Jahr 1837 diente ein Kirchhof, welcher das Sakralgebäude direkt umschloss, als Begräbnisplatz. Bei Wiederbelegung einer Grabstätte noch nicht vergangene Knochen wurden in einem Beinhaus gesammelt. Da dieser Kirchhof Anfang des 19. Jahrhunderts für die zunehmende Bevölkerung zu klein war, wurde ein neuer Friedhof an der Wegkreuzung von Eppendorfer Landstraße und Kümmellstraße eingerichtet. Hier befanden sich u. a. auch die Grabstellen der prominenten Gastwirtin Marianne Ruaux (1802–1882), genannt „Die schöne Marianne“, und der Familie von Adolph Sierich. Die Grabstellen rund um die Kirche wurden in den Jahren danach sämtlich aufgelöst, das Gelände zum Teil überbaut.
Nach der Eröffnung des Ohlsdorfer Friedhofs 1877 fanden immer weniger Bestattungen von Gemeindegliedern auf dem kircheneigenen Begräbnisplatz statt, zuletzt um 1900. In den 1950er Jahren wurde das Gelände dieses zweiten Gemeindefriedhofes wurde verkauft, die Gräber wurden aufgelassen und die Gebeine exhumiert und auf den Hauptfriedhof Ohlsdorf überführt. Um 1957 wurde der ehemalige Friedhof mit dem Parkplatz des Warenkaufhauses Karstadt überbaut. Nach der Schließung von „Karstadt Eppendorf“ und der Umgestaltung des denkmalgeschützten Gebäudes zu einem Einzelhandelszentrum wurde der Platz 2009 in Marie-Jonas-Platz umbenannt.

## Weitere Gebäude

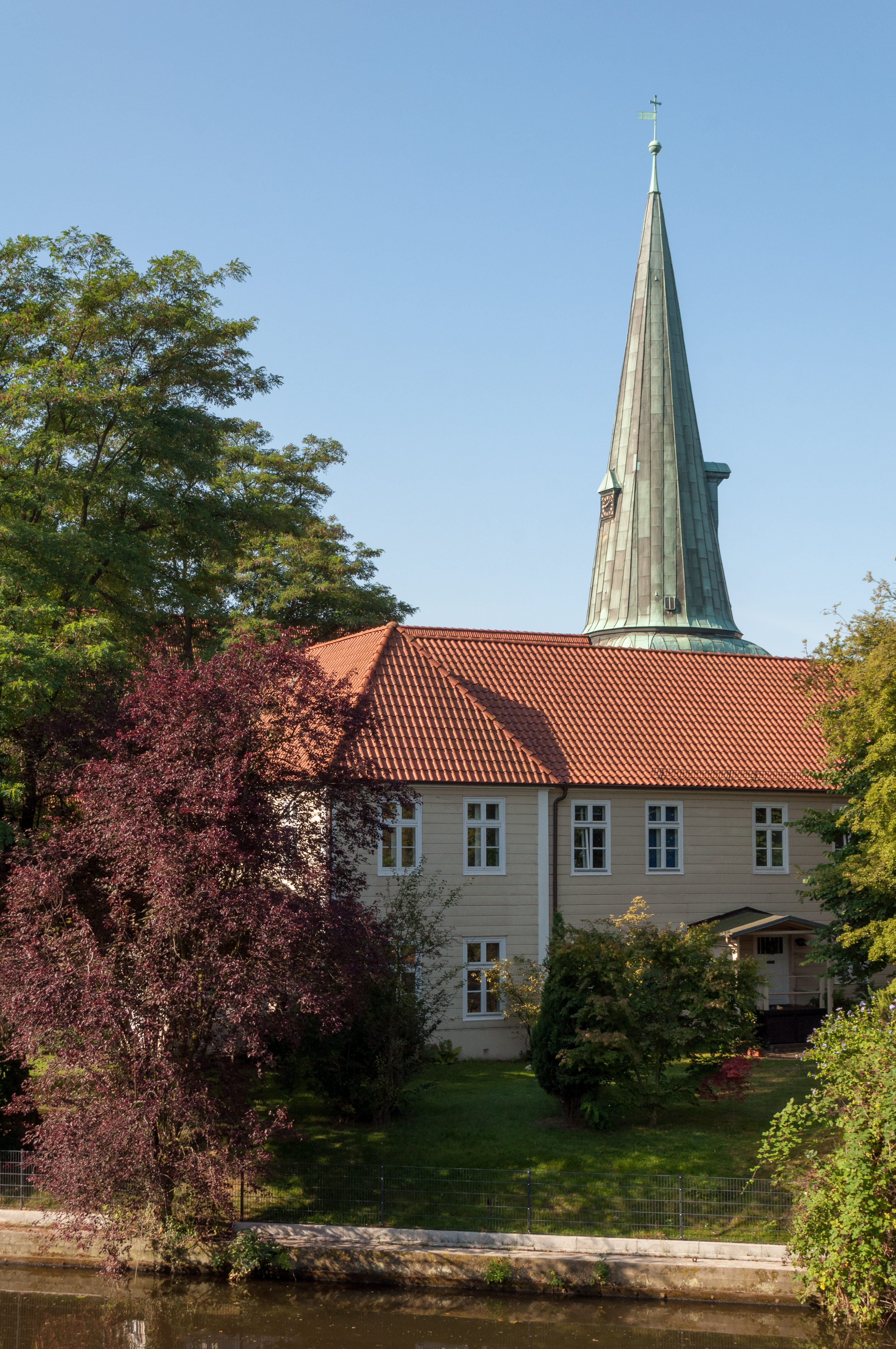
Blick über die Alster auf das alte Pastorat von 1731 und den Kirchturm

Zur Kirche gehörten ein Pfarrhaus und ein Küsterhaus, das auch die Küsterschule beherbergte. Das direkt an der Alster gelegene Pastorat wurde 1731 neu gebaut und enthält bis heute Gemeinderäume und eine Mitarbeiterwohnung. Die Pastoratsscheune, in der die Naturalien gesammelt wurden, die Pastor und Küster als Abgaben von den Hofbesitzern im Kirchspiel erhielten und die einen großen Teil ihres Einkommens ausmachten, brannte 1875 ab und wurde nicht wieder aufgebaut, da in dieser Zeit die Besoldung der kirchlichen Mitarbeiter auf Geld umgestellt wurde.
Die 1766 abgebrannte und neuaufgebaute Küsterei lag östlich der Kirche ebenfalls direkt an der Alster. Der Küster, dem das Orgelspiel und der Schulunterricht oblag, besaß das Recht, Alsterschiffer und später auch Ausflügler aus Hamburg mit Bier und einem kleinen Imbiss zu bewirten. Nachdem der Schulunterricht 1860 in die staatliche Zuständigkeit übergegangen war, ging das Haus, in dem sich auch zwei Schulzimmer befanden, in den Besitz der Stadt über. Nach dem Bau zweier städtischer Schulen wurde das Grundstück an die Kirche zurückgegeben. 1890 wurde das Fachwerkhaus abgerissen und ein zweites Pastorat errichtet, das 1963 durch eine Gasexplosion zerstört und durch einen Neubau ersetzt wurde.
Die meisten Räume des 1929 errichteten Gemeindehauses einschließlich des großen Saales sind seit 1993 an das Lustspielhaus Alma Hoppe vermietet. Die Gemeinde nutzt nur noch die Mitarbeiterwohnungen und einige Räume.

## Gemeinde

### Bedeutende Persönlichkeiten
Samuel Heinicke, einer der Pioniere im deutschen Gehörlosenschulwesen, war von 1768 bis 1778 Kantor der Gemeinde und unterrichtete daneben mehrere gehörlose Schüler. Ein Porträt von ihm hängt an der linken Innenwand des Kirchenschiffs. Es wurde 1890 von dem tauben Künstler Anton Kaulbach  angefertigt.
Im 20. Jahrhundert prägte vor allem Pastor Ludwig Heitmann die Gemeinde. Während seiner ungewöhnlich langen Amtszeit von 1909 bis 1951 rief er eine blühende, stark bündisch geprägte Jugendarbeit ins Leben und führte eine Reihe neuer Gottesdienstformen ein, darunter schon 1930 die Feier der Osternacht.
Ulrich Rüß war von 1982 bis 2009 Pastor der Gemeinde.

### Nutzung
Die Gottesdienste am Sonntagvormittag und am Mittwochabend werden als Lutherische Messe gefeiert.
Der Kirchenbau ist aufgrund seines erhalten gebliebenen Charakters als dörflich geprägte Kirche, der heute als starker Kontrast zur städtischen Umgebung erlebt wird, einer der beliebtesten sakralen Orte für Trauungen in Hamburg. In der Kirche finden jeden Sonnabend die Johanniskonzerte statt.

## Fotografien und Karte
Koordinaten: 53° 35′ 33″ N, 9° 59′ 36″ O

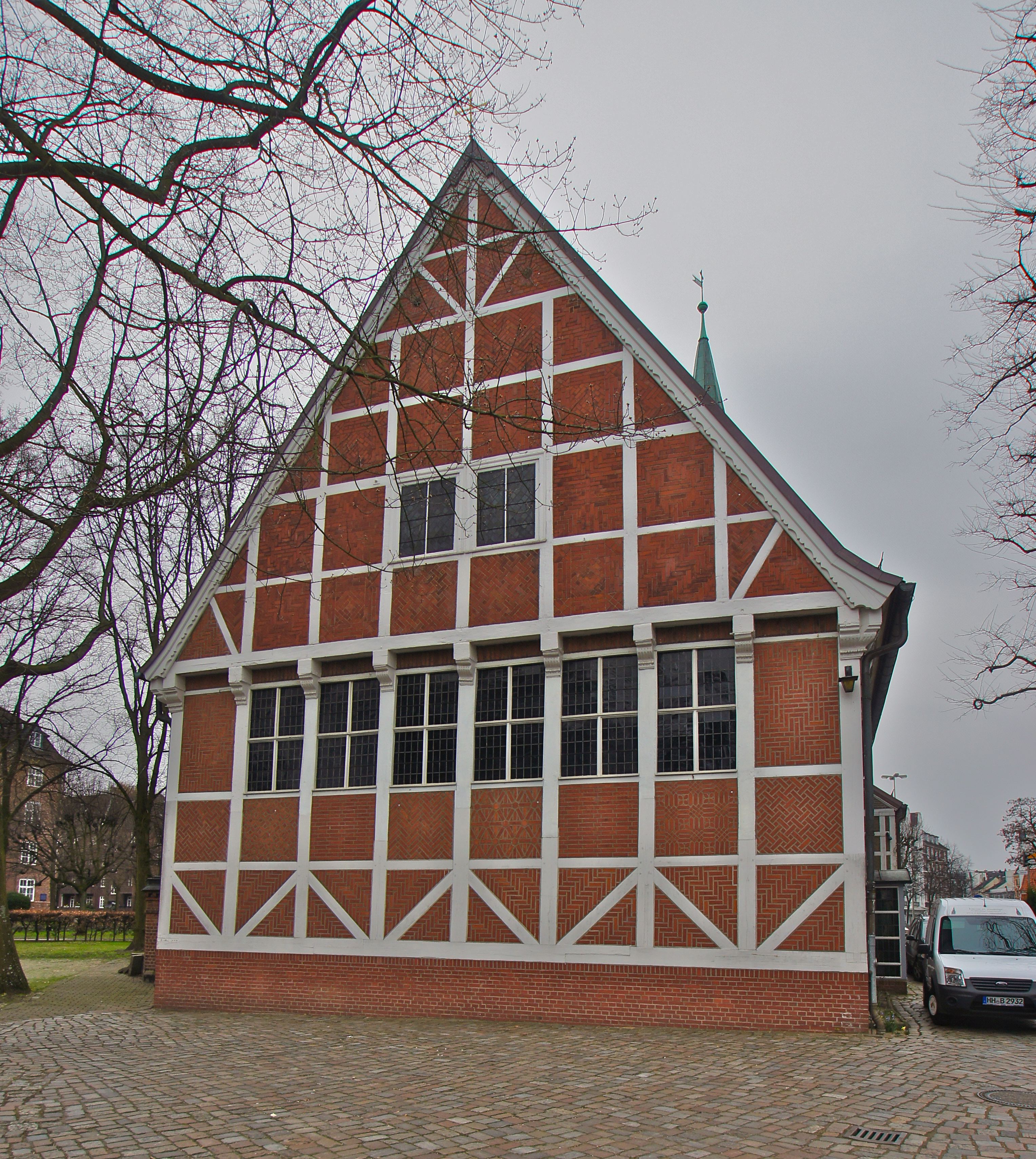
Chorabschluss
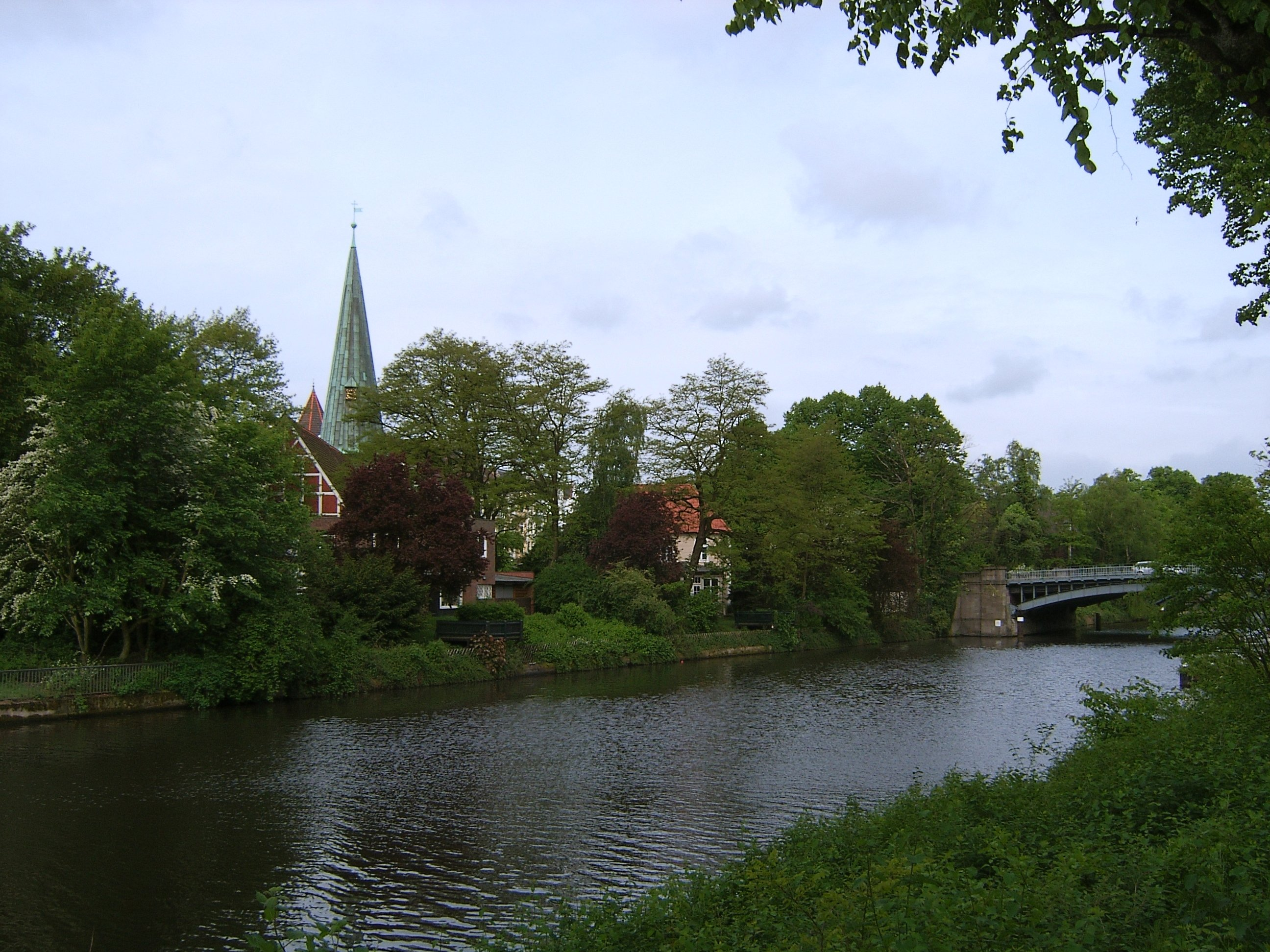
Blick über die Alster zur Kirche (2006)
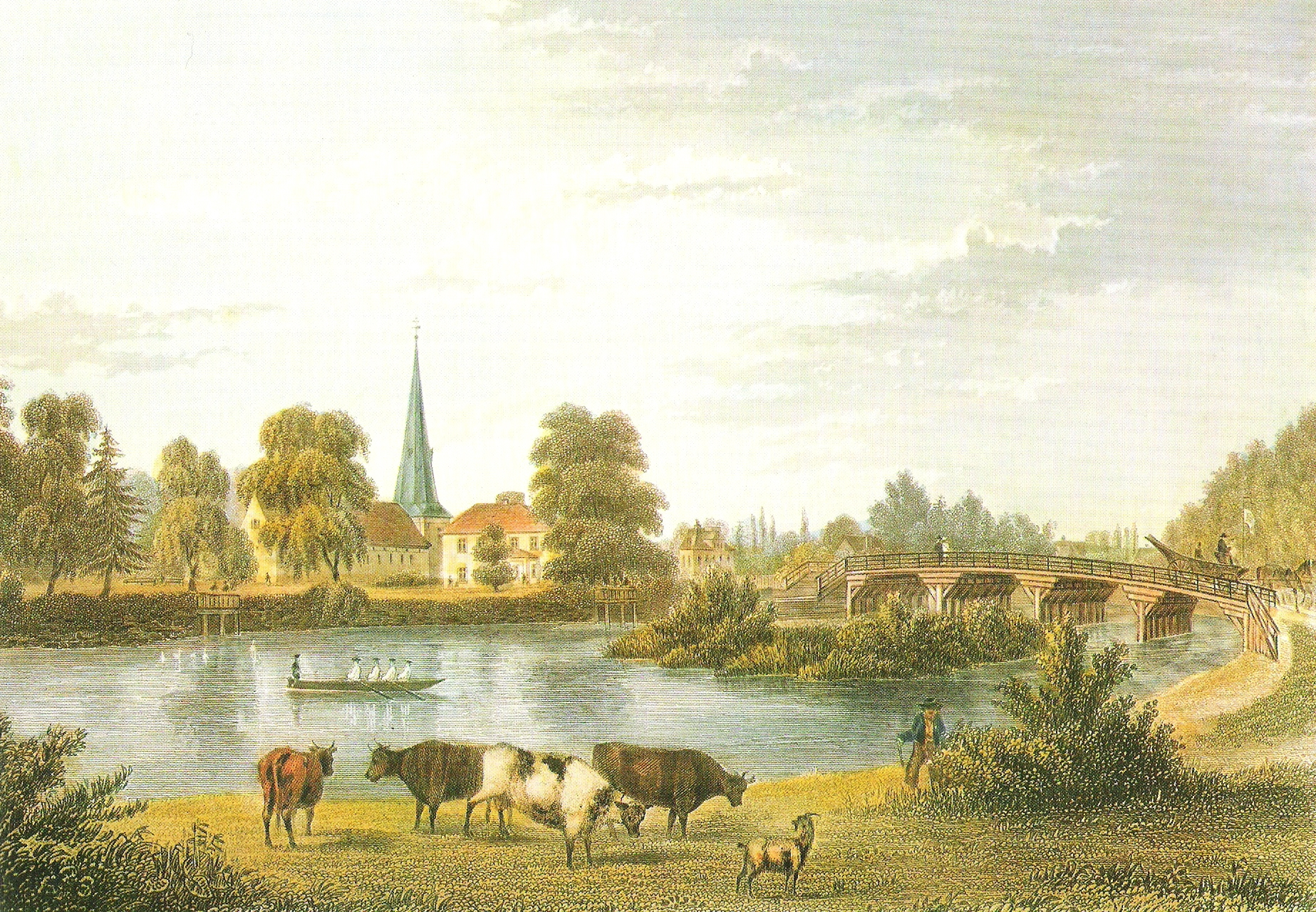
Blick über die Alster zur Kirche (1845)
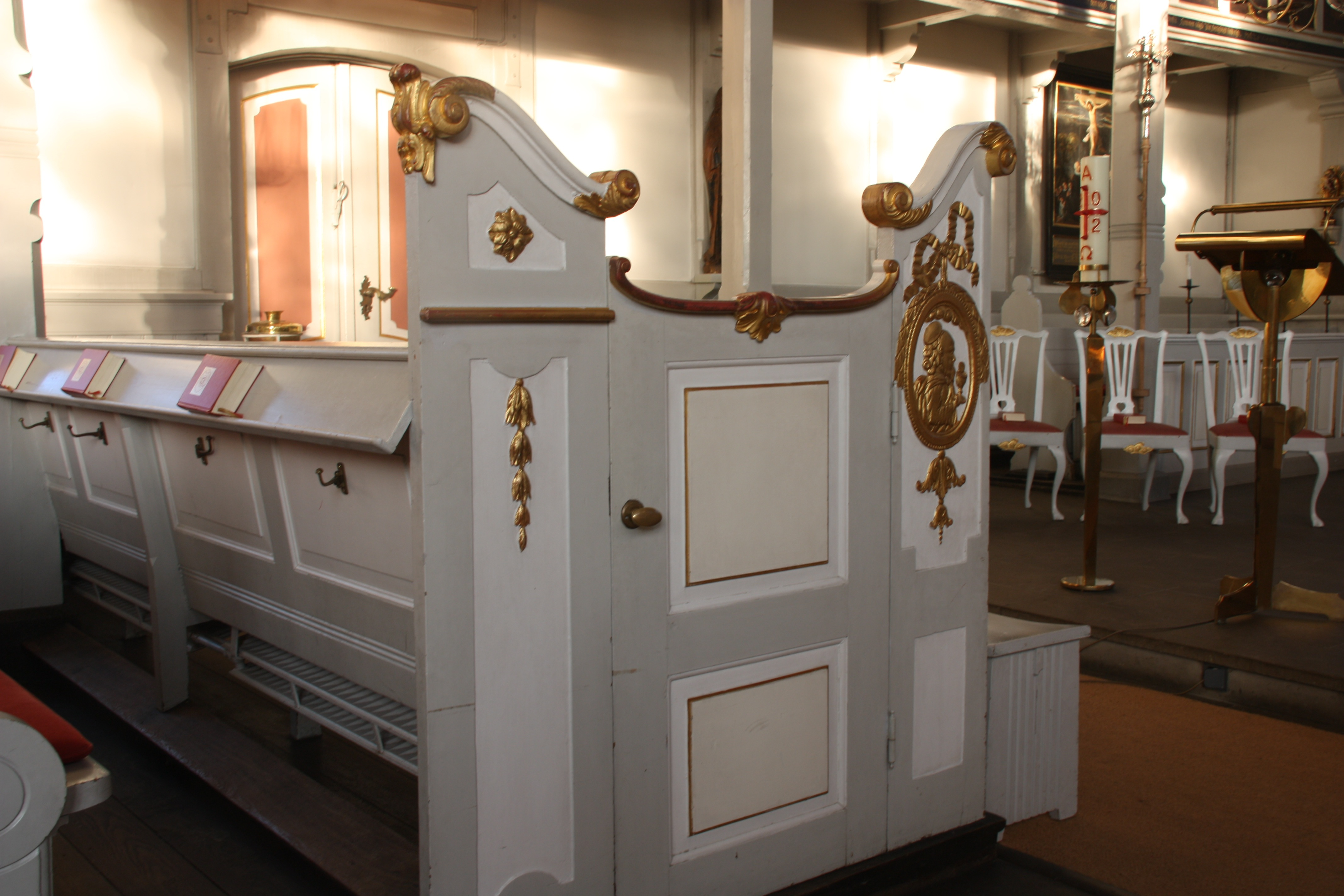
Gestühl